# Прайор, Том

Постер фильма «Жар-птица»

Кристофер Томас Прайор (англ. Christopher Thomas Prior; род. 2 декабря 1990,  Англии,  Великобритания) — британский актер театра и кино, сценарист и продюсер. Прославился своими ролями в фильмах «Kingsman: Секретная служба» и «Вселенная Стивена Хокинга».

## Биография
Родился 2 декабря 1990 года.
После окончания Школы Томаса Харди в английском Дорчестере, поступил в Уэймутский колледж, где изучал искусство. Окончив колледж с отличием, поступил в Королевскую академию драматического искусства, которую окончил в 2012 году.
Театральный дебют состоялся в 2013 года в Театре Вест-Энда, где участвовал в театральных постановках: «Тори Бойз», «Ромео и Джульетта» и «Принц Дании».
В 2014 году написал сценарий к короткометражному фильму «Разрывая круг».
В 2021 году на экраны вышел полнометражный фильм эстонского режиссёра Пеэтера Ребане «Жар-птица» с Прайором в главной роли. Прайор также является соавтором сценария и одним из продюсеров картины. Действие фильма разворачивается в 1970-х годах в разгар холодной войны и повествует о любовных отношениях вспыхнувших между рядовым Сергеем Серебренниковым (Том Прайор) и лейтенантом ВВС СССР Романом Матвеевым (Олег Загородний). Картина была показана на 43-м Московском международном кинофестивале в рамках программы «Русский след». Фильм вызвал различные споры в российских СМИ.

## Фильмография
| Год  |   | Русское название           | Оригинальное название        | Роль                 |
| ---- | - | -------------------------- | ---------------------------- | -------------------- |
| 2012 | ф | Алекс был моим другом      | Alex Was a Friend of Mine    | Алекс                |
| 2014 | ф | Вселенная Стивена Хокинга  | The Theory of Everything     | Роберт Хокинг        |
| 2014 | ф | Kingsman: Секретная служба | Kingsman: The Secret Service | Хьюго                |
| 2014 | с | Индевор                    | Endeavour                    | Билли Карсуэлл       |
| 2016 | ф | Дасти и я                  | Dusty and Me                 | Джорджи              |
| 2017 | с | Три девушки                | Three Girls                  | Офицер полиции       |
| 2020 | ф | Исландия лучшая            | Iceland Is Best              | Джек                 |
| 2021 | ф | Просто шум                 | Just Noise                   | Тайная любовь        |
| 2021 | ф | Жар-птица                  | Firebird                     | Сергей Серебренников |

## Признания и награды
2021 — приз «Лучший актер», приз «Лучший сценарий» на ЛГБТ-кинофестивале FilmOut в Сан-Диего, США.